# Депортиво Маркенсе
Депортиво Маркенсе (исп. Club Social y Deportivo Marquense) или Маркенсе — футбольный клуб из города Сан-Маркос, департамент Сан-Маркос, Гватемала. Домашние матчи проводит на стадионе «Маркиза де ла Энсенада», вмещающем 11 000 зрителей.
22 апреля 1958 года профессор Марио Монтерросо Мирон и Луис Эмилио Ансуэто основали футбольную команду, чтобы представлять Сан-Маркос в соревнованиях департаментов. 22 апреля 1963 года открылся стадион «Маркиза де ла Энсенада».
Официальным производителем формы для клуба является Lotto, генеральным спонсором — Bantrab.

## Главные тренеры
- 2012  Хайме де ла Пава